# Ocesa Teatro
Ocesa Teatro | Mejor Teatro es una división de Grupo CIE que se dedica a producir y promover el teatro, sobre todo en la Ciudad de México, en donde es la principal productora. Aunque también cuenta con producciones en el extranjero. 

## Historia
La división de teatro de Ocesa, parte de Grupo CIE (Corporación Interamericana de Entretenimiento), se creó en 1997 para la producción de obras de teatro y musicales. La primera obra producida fue  Confesiones de Mujeres de 30 y más tarde el musical de Disney La bella y la bestia. Ambas obras se convirtieron en un gran éxito. La empresa estaba tratando de construir o comprar sus propios teatros para musicales de gran formato, por lo que salieron del Teatro Orfeón. En 1999 produjeron simultáneamente Rent y El fantasma de la ópera en los recién reconstruidos Teatros Alameda, que Telmex compró en 2000 para que formaran parte del Centro Cultural Telmex, que consta de dos salas: el Teatro 1, con capacidad para 2.254 espectadores, y el Teatro 2, con 1.200 asientos, además de una galería y un pequeño centro comercial. Se firmó un acuerdo entre Telmex y Ocesa para que se presentaran exclusivamente producciones Ocesa en los teatros. La mayoría de las producciones incluyen actores conocidos de otros medios de comunicación (cine y televisión, principalmente), pero especialmente quienes han alcanzado la fama a través de la televisión. Sus espectáculos se caracterizan por tener un nivel muy alto de calidad, y la competencia es casi inexistente.

## Producciones
| Título                     | Fecha de estreno         | Fecha de cierre          | Funciones | Espectadores | Teatro                   | Notas |
| -------------------------- | ------------------------ | ------------------------ | --------- | ------------ | ------------------------ | --- |
| La bella y la bestia       | 8 de mayo de 1997        | 28 de junio de 1998      | 420       | 650.000      | Teatro Orfeón            | Première mundial en idioma español. |
| Rent                       | 24 de junio de 1999      | 27 de febrero de 2000    | 220       | 140.000      | Centro Cultural Telmex 2 | Première mundial en idioma español. |
| El fantasma de la ópera    | 16 de diciembre de 1999  | 14 de enero de 2001      | 400       | 550.000      | Centro Cultural Telmex 1 | Première mundial en idioma español. |
| El hombre de La Mancha     | 12 de abril de 2000      | 26 de agosto de 2001     | 443       | 250.000      | Centro Cultural Telmex 2 | |
| Jesucristo Superestrella   | 29 de marzo de 2001      | 9 de diciembre de 2001   | 250       | 130.000      | Centro Cultural Telmex 1 | |
| Chicago                    | 24 de octubre de 2001    | 1 de septiembre de 2002  | 329       | 220.000      | Centro Cultural Telmex 2 | Desde su debut como Roxie Hart en la producción mexicana de Chicago, Bianca Marroquín ha sido convocada en numerosas ocasiones para desempeñar ese mismo rol tanto Broadway como en la gira por Estados Unidos. |
| The Full Monty             | 20 de marzo de 2002      | 7 de julio de 2002       | 130       | 70.000       | Centro Cultural Telmex 1 | Première mundial en idioma español. |
| Los miserables             | 14 de noviembre de 2002  | 30 de agosto de 2004     | 712       | 850.000      | Centro Cultural Telmex 1 | |
| José el soñador            | 21 de abril de 2004      | Mayo de 2005             | 427       | 300.000      | Centro Cultural Telmex 2 | |
| El violinista en el tejado | 10 de noviembre de 2004  | Marzo de 2006            | 503       | 400.000      | Centro Cultural Telmex 1 | |
| Bésame mucho               | 13 de julio de 2005      | Octubre de 2006          | 463       | 350.000      | Centro Cultural Telmex 2 | Producción original basada en boleros populares mexicanos y cubanos. |
| Selena                     | Mayo de 2006             | Agosto de 2006           | 100       | 80.000       | Teatro Blanquita         | Producción original basada en la vida de la cantante Selena. |
| Hoy no me puedo levantar   | 24 de mayo de 2006       | Julio de 2007            | 424       | 380.000      | Centro Cultural Telmex 1 | Producido en asociación con Drive Entertainment. |
| Los productores            | 13 de diciembre de 2006  | 28 de octubre de 2007    | 360       | 150.000      | Centro Cultural Telmex 1 | |
| La bella y la bestia       | 20 de septiembre de 2007 | 21 de septiembre de 2008 | 414       | 450.000      | Centro Cultural Telmex 1 | Producción para conmemorar el 10º aniversario de Ocesa Teatro. |
| Sweet Charity              | 19 de noviembre de 2008  | Mayo de 2009             | 200       | 120.000      | Centro Cultural Telmex 1 | |
| Mentiras                   | 11 de febrero de 2009    |                          |           |              | Teatro México            | Producción original basada en las canciones mexicanas más exitosas de los ochenta y en la cultura de esa década.                                                                                                |
| Mamma Mia!                 | 29 de julio de 2009      | 1 de agosto de 2010      | 428       | 300.000      | Centro Cultural Telmex 1 | |
| A Chorus Line              | 3 de noviembre de 2010   | 1 de mayo de 2011        | 200       | 80.000       | Centro Cultural Telmex 1 | |
| Peter Pan                  | 10 de agosto de 2011     |                          | 250       | 110.000      | Centro Cultural Telmex 1 | |
| Si nos dejan               | 24 de agosto de 2011     |                          |           | 350.000      | Centro Cultural Telmex 2 | Producción original basada en canciones populares regionales mexicanas. |
| Mary Poppins               | 14 de noviembre de 2012  | 11 de agosto de 2013     | 300       | 300.000      | Centro Cultural Telmex 1 | Première mundial en idioma español. |
| Wicked                     | 17 de octubre de 2013    | 18 de enero de 2015      | 464       | 350.000      | Teatro Telcel            | Première mundial en idioma español. |
| El rey león                | 7 de mayo de 2015        | 14 de enero de 2018      | 930       | 1.100.0000   | Teatro Telcel            | |
| Los miserables             | 22 de marzo de 2018      | 28 de abril de 2019      | 329       | 300.000      | Teatro Telcel            | Producción del 25º aniversario. |
| Chicago                    | 16 de octubre de 2019    | 15 de marzo de 2020      |           | 60.000       | Teatro Telcel            | En un principio estaba prevista una temporada más larga, pero la pandemia de COVID-19 obligó a adelantar el cierre.                                                                                             |
| Aladdín                    | 17 de noviembre de 2021  | 16 de abril de 2023      | 536       | 500.000      | Teatro Telcel            | Première mundial en idioma español. |
| Anastasia                  | 3 de agosto de 2023      | 12 de mayo de 2024       | 282       | 210.000      | Teatro Telcel            | |
| El rey león                | 20 de marzo de 2025      |                          |           |              | Teatro Telcel            | |

## Crítica
Ocesa Teatro ha recibido quejas por no ofrecer un reparto con igualdad de oportunidades en el proceso de selección de muchas de sus producciones. Varias veces fueron criticados por dar los papeles principales a famosos, en su mayoría actores/actrices que se hicieron populares por la televisión y por ser físicamente atractivos, aunque notablemente con mala ubicación en sus papeles. También han sido criticados por la creación de un grupo de actores principales que reaparecen continuamente en sus espectáculos, lo que cierra las oportunidades a futuros actores y lo convierte en un grupo muy cerrado. Sin embargo, se considera el mayor promotor de nuevos talentos en América Latina.[cita requerida]
También Ocesa Teatro ha recibido quejas sobre cómo la empresa se esfuerza por recrear exactamente la experiencia de Broadway en la mayoría de sus espectáculos, dejando poca libertad de expresión a los consejeros locales. Ocesa Teatro ha respondido que esto se debe a las restricciones de derechos de autor establecidos en los contratos de las obras originales; sin embargo, a pesar de las quejas de los directores, las obras más exitosas de la compañía son las que se han mantenido fieles a sus contrapartes originales de Broadway.[cita requerida]